# Асен Драчев
Асен Драчев ( Влахи, Пиринска Македонија, Бугарска, 1918 — Влахи, Пиринска Македонија, Бугарска, 1948) - македонски борац за уједињену и независну Македонију.

## Биографија
Драчев је рођен у селу Влахи, Пиринска Македонија, где су рођене и друге родољубиве македонске личности, попут Јанета Санданског. Био је вредан помагач илегалне чете Герасима Тодорова и присталица македонске каузе. Убијен је без суђења и пресуде на веома окрутан и садистички начин. Његов комшија Тодор Донков је због личне свађе завезао и претукао Асена.